# 罢交县
罢交县，中国古县名。
唐朝贞观十年（636年）置，治所在今陕西省安塞县（真武阁）西北，属延州、延安郡。天宝元年（742年），改名延昌县。